# Within Our Gates
Within Our Gates è un film del 1920, diretto da Oscar Micheaux. Il film, appartenente al genere dei race movie, tratta della situazione razziale negli Stati Uniti dell'inizio del XX secolo, gli anni di Jim Crow, del revival del Ku Klux Klan, della Grande migrazione afroamericana nel Nord del paese e nel Midwest, con la contemporanea emergenza della figura del cosiddetto "New Negro".

## Trama
Il primo soggiorno dell'afroamericana Sylvia Landry, proveniente dal profondo Sud degli Stati Uniti, presso la cugina Alma Prichard, nel nord del paese, non si rivela particolarmente fortunato. Larry, fratello di Alma e facente parte della malavita locale, si macchia di un omicidio, e le due cugine si scoprono essere entrambe legate amorosamente a tale Conrad Drebert, militare di stanza in Brasile: quando Conrad fa ritorno, un malinteso (provocato a bella posta da Alma) fa sì che il giovane finisca coll'aggredire fisicamente Sylvia.
Tornata al Sud, Sylvia inizia a lavorare come insegnante in una scuola per bambini di colore gestita dal reverendo Jacobs. Ma la scuola, data l'insufficienza dei fondi statali, è destinata a chiudere. Sylvia allora ritorna al Nord, dove conta di raccogliere i finanziamenti necessari per scongiurarne la chiusura. A Boston innanzitutto ella sta per rimanere vittima di uno scippo, dal quale viene tuttavia tratta in salvo dal dottor V. Vivian, che aveva assistito al crimine e riesce a catturare il colpevole, rimanendo nello stesso tempo affascinato dalla donna; in secondo luogo, Sylvia fa la conoscenza della filantropa Elena Warwick, che promette di dare sostegno finanziario alla scuola, e che, per di più, dopo un colloquio con una sua compaesana razzista, decide addirittura, alla faccia sua, di decuplicare la somma inizialmente prevista.
Larry rimane ferito durante una sparatoria con la polizia, e viene ad essere paziente proprio del dottor Vivian, che in tale occasione conosce Alma, la quale gli racconta la storia del passato di Sylvia.
Sylvia era la figlia adottiva di una coppia di afroamericani, i Landry, alla quale era nato in seguito Emil, fratellino, dunque, della ragazza. Essi lavoravano per l'iniquo possidente bianco Philip Gridlestone. Il padre di Sylvia, Jasper, era stato ingiustamente accusato dell'omicidio di Philip, per cui si era dato alla macchia, pur essendo innocente, poiché un gruppo di assatanati bianchi razzisti voleva farne giustizia sommaria. Jasper e la madre adottiva di Sylvia erano stati infine linciati insieme ad un'altra persona, che non era più di tanto coinvolta nella vicenda, ma era l'unico nero disponibile al momento. Emil, fingendosi morto, era riuscito a mettersi in salvo. Il fratello di Gridlestone, Armand, non contento, rintracciata Sylvia, che si era nascosta da alcuni parenti, stava per violentarla, e si era trattenuto solo dopo aver scoperto sulla ragazza una cicatrice che la identificava come sua propria figlia, che egli aveva avuto da una donna di colore, e poi affidata ad altri.
Dopo aver udito il racconto di Alma, Vivian raggiunge Sylvia, e, lungimirante, la esorta a guardare oltre il razzismo del tempo e a sentirsi orgogliosa di far parte degli Stati Uniti, ricordando recenti (al tempo) episodi in cui la popolazione intera aveva contribuito per la patria, dalle vicende dei Rough Riders nella guerra ispano-americana, alla battaglia di Carrizal, alla prima guerra mondiale.
Sylvia e Vivian si sposano.

## Personaggi
Il film ritrae diversi aspetti della società afroamericana del tempo. La caratterizzazione dei personaggi spazia da Sylvia Landry e il reverendo Jacobs fino a criminali come Larry e a tirapiedi che, supportati dalla signora Stafford, vogliono convincere la comunità afroamericana a rinunciare al diritto di voto. il critico Ronald J. Green fa notare come Bernice Ladd nel ruolo della signora Statton sia una figura à-la-Lillian Gish, riferendosi al ruolo ricoperto dalla Gish in Nascita di una nazione, con le sue connotazioni di razzismo ed antifemminismo. Green asserisce che il rapporto fra i due film era ben presente a Micheaux, che anzi utilizzò la Ladd proprio per la sua somiglianza con Gish. Geraldine Stratton, una ricca donna bianca del Sud degli Stati Uniti, impersona il tipico pregiudizio, e per timore delle donne afroamericane si oppone al suffragio femminile. Lo spettatore vede che la Stratton sta leggendo un articolo di un quotidiano dal titolo "Proposta una legge per fermare i negri" (sic!): in esso, il senatore del Mississippi James K. Vardaman intende negare il XV emendamento della costituzione USA. Nel suo articolo il senatore scrive: "Dalla pianta dei piedi alla punta dei capelli i negri sono indubitabilmente esseri inferiori, come potremmo, in coscienza, permettere che votino?"
Efrem, un servitore di Gridlestone, pur non essendo stato un testimone del crimine, denuncia Landry come autore dell'omicidio. Invertendo la relazione che Efrem credeva avere con i bianchi, la folla, quando non riesce a trovare i Landry, lo sottopone a linciaggio.
Il personaggio di Old Ned giustifica il sistema razziale vigente come un piano ordinato da Dio; l'essere poveri e privi di educazione scolastica sono qualità che porteranno gli afroamericani in paradiso. Come dice in una predica alla sua congregazione: "Gli uomini bianchi, con le loro scuole, la loro ricchezza, cadranno tutti nell'inferno, mentre la nostra razza, priva di quei vizi, e dall'anima più pura, ascenderè in cielo." In una delle scene più toccanti e nello stesso tempo più provocatorie, Old Ned, dopo essersi congedato umilmente da una stanza piena di caucasici, chiude la porta e si trasforma da ridicolo buffone in uomo nero schifato.

## Produzione
Con la regia, la produzione e la sceneggiatura di Micheaux, Within Our Gates è il più antico film pervenutoci del regista afroamericano.
Nello stesso corso di tempo si erano verificati i disordini razziali di Chicago del 1919 ("Chicago Race Riot"), nei quali la folla bianca aveva ucciso diversi afroamericani, incendiato i loro quartieri residenziali e provocato una gran quantità di senzatetto. Ronald J. Green ritiene che Micheaux avesse notato che nell'occasione i neri avevano contrattaccato all'aggressione, e avesse scelto il titolo del film alludendo ai rischi che i bianchi avrebbero corso in future violenze razziali.
Within Our Gates è stato il secondo degli oltre 40 film diretti da Micheaux. Disponendo di un budget limitato, Micheaux dovette usare costumi e accessori presi in prestito, e non ebbe la possibilità di rigirare le scene.

## Distribuzione

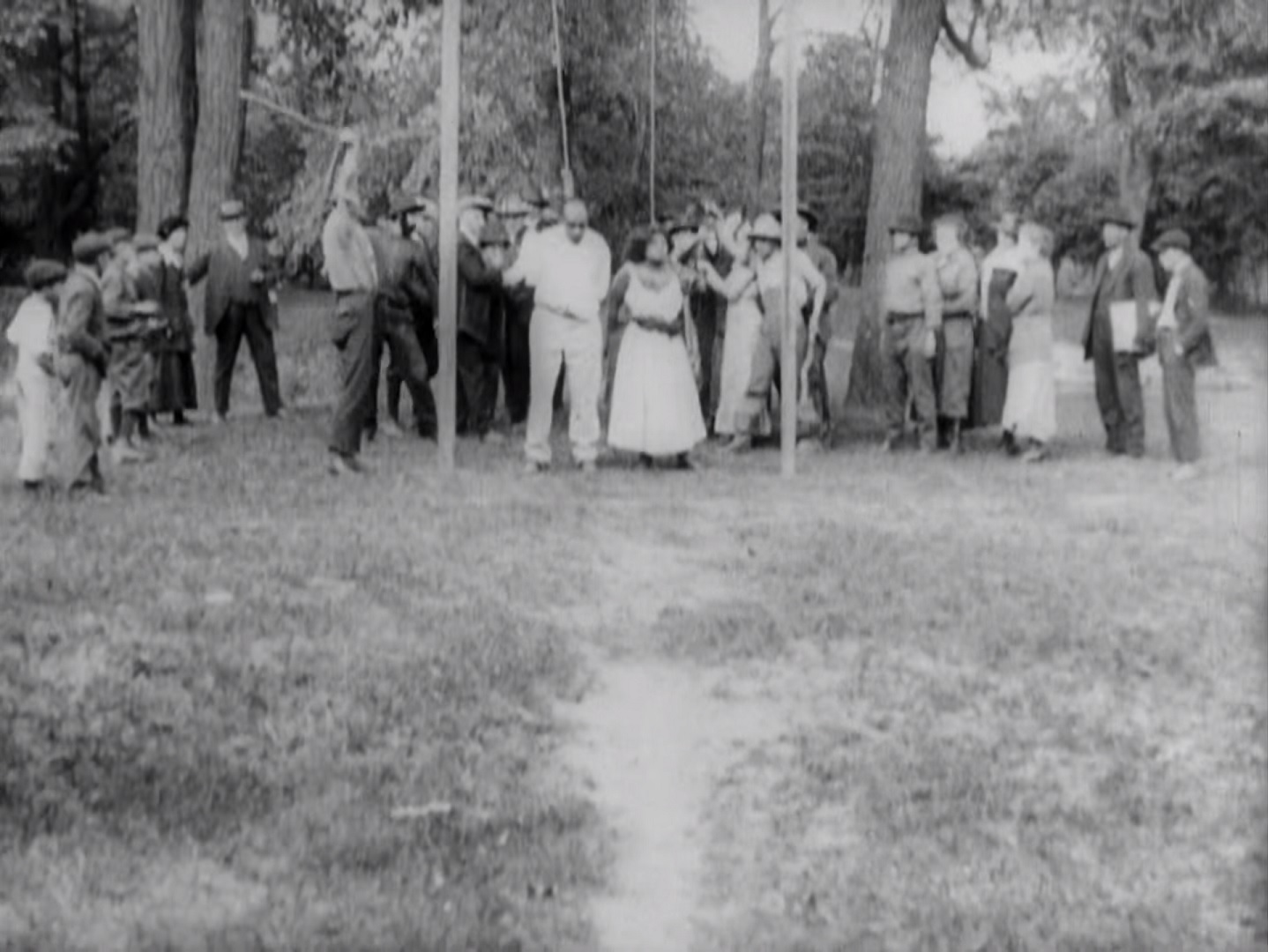
Il linciaggio di Jasper Landry e della moglie in "Within Our Gates"

Creduto perso per diversi decenni, del film si ritrovò negli anni '70 in Spagna una sola pellicola, intitolata La Negra, e nella quale una sequenza a metà del lavoro era mancante, mentre solo quattro delle didascalie originali inglesi erano sopravvissute, le altre essendo state sostituite da didascalie spagnole, con le quali il film fu distribuito in Spagna negli anni '20.
Nel 1993 il Motion Picture Conservation Center della Biblioteca del Congresso ha restaurato il film. Scott Simmon ha provveduto a sistemare le didascalie, rifacendosi alle caratteristiche di stile e prosodia che si riscontrano in Body and Soul, l'unico film di Micheaux le cui didascalie si sono conservate nella loro interezza. La sequenza mancante è stata rimpiazzata da un'immagine fissa.
L'uscita in DVD a cura della casa di produzione Kino Lorber è provvista di una colonna sonora di DJ Spooky.

## Accoglienza
Il film è stato spesso considerato dai critici come una risposta a Nascita di una nazione di David Wark Griffith. La scena del linciaggio mostrerebbe "ciò che i neri sanno e che i bianchi del nord si rifiutavano di credere".
Within Our Gates è stato inizialmente rifiutato dall'autorità della censura di Chicago, dove Micheaux aveva presentato il film.
Coloro che erano contrari al film temevano che le scene del linciaggio e della tentata violenza sessuale potessero innescare nuovi episodi di violenza razziale, nella Chicago da poco testimone dei Race Riot del 1919. Le autorità di Omaha (dove pure erano avvenute simili manifestazioni di intolleranza), di New Orleans e di altre città manifestavano gli stessi timori e bloccarono le proiezioni del film o esigettero il taglio di alcune scene. Nel gennaio del 1920 il film comunque uscì a Chicago, in versioni più o meno tagliate, conquistandosi una buona fetta di pubblico.